# Air Tawar Timur
Air Tawar Timur is een bestuurslaag in het regentschap Padang van de provincie West-Sumatra, Indonesië. Air Tawar Timur telt 4092 inwoners (volkstelling 2010).